# Giuseppe Maria Pietro Grimaldi
Giuseppe Maria Grimaldi (Moncalieri, 3 gennaio 1754 – Vercelli, 1º gennaio 1830) è stato un arcivescovo cattolico italiano.

## Biografia
Figlio del cavaliere Filippo Ferdinando Grimaldi e di Anna Maria Garagno dei conti di Piedicavallo, entrato giovanissimo nella Compagnia di Gesù, è ordinato presbitero il 24 gennaio 1779 dal cardinale Carlo Giuseppe Filippa della Martiniana, futuro vescovo di Vercelli. Diventa canonico della cattedrale eusebiana il 17 aprile 1781 e il 24 luglio 1797 viene nominato vescovo di Pinerolo. Nei turbolenti anni del dominio francese in Piemonte la diocesi di Pinerolo viene soppressa e Grimaldi trasferito, nel febbraio 1805, ad Ivrea. Nel 1817 papa Pio VII, con la bolla Beati Petri, riorganizza completamente la suddivisione territoriale della Chiesa piemontese, elevando la sede di Vercelli al rango di arcidiocesi metropolitana e nominandone primo arcivescovo proprio monsignor Grimaldi. Muore a Vercelli il 1º gennaio 1830.

## Genealogia episcopale
La genealogia episcopale è:
- Cardinale Scipione Rebiba
- Cardinale Giulio Antonio Santori
- Cardinale Girolamo Bernerio, O.P.
- Arcivescovo Galeazzo Sanvitale
- Cardinale Ludovico Ludovisi
- Cardinale Luigi Caetani
- Cardinale Ulderico Carpegna
- Cardinale Paluzzo Paluzzi Altieri degli Albertoni
- Papa Benedetto XIII
- Papa Benedetto XIV
- Papa Clemente XIII
- Cardinale Marcantonio Colonna
- Cardinale Giacinto Sigismondo Gerdil, B.
- Arcivescovo Giuseppe Maria Pietro Grimaldi